# Ana Percea
Ana Percea (n. în Lugoj) a fost o deputată în Marea Adunare Națională de la Alba Iulia, organismul legislativ reprezentativ al „tuturor românilor din Transilvania, Banat și Țara Ungurească”, cel care a adoptat hotărârea privind Unirea Transilvaniei cu România, la 1 decembrie 1918.:p. 140

## Biografie
Originară din Lugoj, Anca Percea a fost profesoară de lucru manual. Înainte de 1918, Anca Percea a fost membră a „Reuniunii femeilor române” din Brașov. A fost și directoare a Școlii de fete cu internat din Brașov. După 1918 se stabilește împreună cu soțul ei, Pavel Percea în Banat.:p. 140

## Activitatea politică

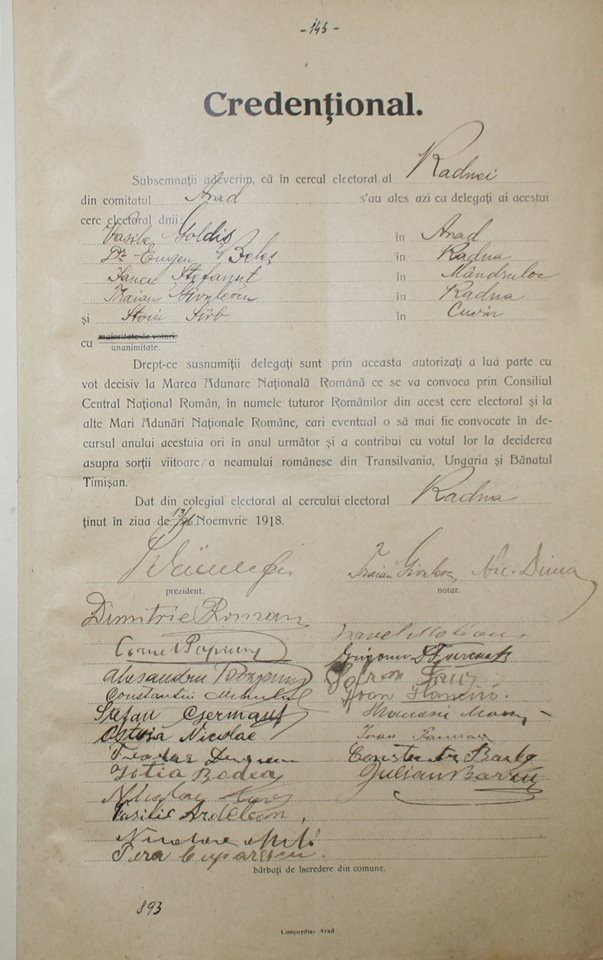
Credențional

A participat la Marea Adunare Națională de la Alba Iulia din 1 decembrie 1918 ca delegat al „Reuniunii femeilor române” din Brașov.:p. 140